# Ronde van Frankrijk 1972
| Route van de Ronde van Frankrijk 1972. |                       |              |
| Eindklassement                         |                       |              |
| Algemeen klassement                    | Eddy Merckx           | 108h 17' 18" |
| Tweede                                 | Felice Gimondi        | + 10' 41"    |
| Derde                                  | Raymond Poulidor      | + 11' 34"    |
| Vierde                                 | Lucien Van Impe       | + 16' 45"    |
| Vijfde                                 | Joop Zoetemelk        | + 19' 09"    |
| Zesde                                  | Mariano Martínez      | + 21' 31"    |
| Zevende                                | Yves Hézard           | + 21' 52"    |
| Achtste                                | Joaquim Agostinho     | + 34' 16"    |
| Negende                                | Bernard Thévenet      | + 37' 11"    |
| Tiende                                 | Ward Janssens         | + 42' 33"    |
| Rode Lantaarn                          | Alain Bellouis (88e)  | + 4h 03' 33" |
| Puntenklassement                       | Eddy Merckx           | 196 punten   |
| Tweede                                 | Rik Van Linden        | 135 punten   |
| Derde                                  | Joop Zoetemelk        | 132 punten   |
| Bergklassement                         | Lucien Van Impe       | 229 punten   |
| Tweede                                 | Eddy Merckx           | 221 punten   |
| Derde                                  | Joaquim Agostinho     | 163 punten   |
| Ploegenklassement                      | GAN-Mercier           | -            |
| Tweede                                 | De Gribaldy-Magniflex | -            |
| Derde                                  | Molteni               | -            |

De 59e editie van de Ronde van Frankrijk ging van start op 1 juli 1972 in Angers en eindigde op 23 juli in Parijs. Er stonden 132 renners verdeeld over 12 ploegen aan de start.
- Aantal ritten: 20
- Totale afstand: 3847 km
- Gemiddelde snelheid: 35.514 km/h
- Aantal deelnemers: 132
- Aantal uitgevallen: 44

## Belgische en Nederlandse prestaties
In totaal namen er 43 Belgen en 16 Nederlanders deel aan de Tour van 1972.

### Belgische etappezeges
- Eddy Merckx won de proloog in Angers, de 5e etappe deel B van Bordeaux naar Bordeaux, de 8e etappe van Pau naar Luchon, de 13e etappe van Orcières Merlette naar Briançon, de 14e etappe deel A van Briançon naar Col du Galibier en de 20e etappe deel A van Versailles naar Versailles.
- Rik Van Linden won de 2e etappe van Saint-Brieuc naar La Baule.
- Walter Godefroot won de 5e etappe deel A van Royan naar Bordeaux.
- Jos Huysmans won de 9e etappe van Luchon naar Colomiers.
- Willy Teirlinck won de 10e etappe van Castres naar La Grande Motte, de 16e etappe van Aix-les-Bains naar Pontalier en de 20e etappe deel B van Versailles naar Parijs.
- Lucien Van Impe won de 12e etappe van Carpentras naar Orcières-Merlette.
- Joseph Bruyère won de 19e etappe van Auxerre naar Versailles.

### Nederlandse etappezeges
- Leo Duyndam won de 6e etappe van Bordeaux naar Bayonne.
- Rini Wagtmans won de 18e etappe van Belfort-Vesoul naar Auxerre.

## Etappes
- Proloog Angers: Eddy Merckx (Bel)
- 1e Etappe Angers - Saint-Brieuc: Cyrille Guimard (Fra)
- 2e Etappe Saint-Brieuc - La Baule: Rik Van Linden (Bel)
- 3ae Etappe Pornichet - Saint-Jean-de-Monts: Ercole Gualazzini (Ita)
- 3be Etappe Merlin Plage - Merlin Plage: Molteni
- 4e Etappe Merlin Plage - Royan: Cyrille Guimard (Fra)
- 5ae Etappe Royan - Bordeaux: Walter Godefroot (Bel)
- 5be Etappe Bordeaux - Bordeaux: Eddy Merckx (Bel)
- 6e Etappe Bordeaux - Bayonne: Leo Duyndam (Ned)
- 7e Etappe Bayonne - Pau: Yves Hézard (Fra)
- 8e Etappe Pau - Luchon: Eddy Merckx (Bel)
- 9e Etappe Luchon - Colomiers: Jos Huysmans (Bel)
- 10e Etappe Castres - La Grande Motte: Willy Teirlinck (Bel)
- 11e Etappe Carnon-Plage - Mont Ventoux: Bernard Thévenet (Fra)
- 12e Etappe Carpentras - Orcières-Merlette: Lucien Van Impe (Bel)
- 13e Etappe Orcières Merlette - Briançon: Eddy Merckx (Bel)
- 14ae Etappe Briançon - Col du Galibier: Eddy Merckx (Bel)
- 14be Etappe Valloire - Aix-les-Bains: Cyrille Guimard (Fra)
- 15e Etappe Aix-les-Bains - Le Revard: Cyrille Guimard (Fra)
- 16e Etappe Aix-les-Bains - Pontarlier: Willy Teirlinck (Bel)
- 17e Etappe Pontarlier - Ballon d'Alsace: Bernard Thévenet (Fra)
- 18e Etappe Belfort - Auxerre: Rini Wagtmans (Ned)
- 19e Etappe Auxerre - Versailles: Joseph Bruyère (Bel)
- 20ae Etappe Versailles - Versailles: Eddy Merckx (Bel)
- 20be Etappe Versailles - Parijs: Willy Teirlinck (Bel)

 winnaars gele trui · 
 puntenklassement · 
 bergklassement · 
 jongerenklassement · 
 tussensprintklassement · 
 combinatieklassement · 
 ploegenklassement · 
 strijdlust · 
rode lantaarn
records · meeste deelnames · ranglijst etappewinnaars · bekende beklimmingen · valpartijen · dopinggevallen · Grand Départ · Souvenir Henri Desgrange
1903 · 
1904 · 
1905 · 
1906 · 
1907 · 
1908 · 
1909 · 
1910 · 
1911 · 
1912 · 
1913 · 
1914 ·
1915 ·
1916 ·
1917 ·
1918 · 
1919 · 
1920 · 
1921 · 
1922 · 
1923 · 
1924 · 
1925 · 
1926 · 
1927 · 
1928 · 
1929 · 
1930 · 
1931 · 
1932 · 
1933 · 
1934 · 
1935 · 
1936 · 
1937 · 
1938 · 
1939 · 
1940 ·
1941 ·
1942 ·
1943 ·
1944 ·
1945 ·
1946 ·
1947 · 
1948 · 
1949 · 
1950 · 
1951 · 
1952 · 
1953 · 
1954 · 
1955 · 
1956 · 
1957 · 
1958 · 
1959 · 
1960 · 
1961 · 
1962 · 
1963 · 
1964 · 
1965 · 
1966 · 
1967 · 
1968 · 
1969 · 
1970 · 
1971 · 
1972 · 
1973 · 
1974 · 
1975 · 
1976 · 
1977 · 
1978 · 
1979 · 
1980 · 
1981 · 
1982 · 
1983 · 
1984 · 
1985 · 
1986 · 
1987 · 
1988 · 
1989 · 
1990 · 
1991 · 
1992 · 
1993 · 
1994 · 
1995 · 
1996 · 
1997 · 
1998 · 
1999 · 
2000 · 
2001 · 
2002 · 
2003 · 
2004 · 
2005 · 
2006 · 
2007 · 
2008 · 
2009 · 
2010 · 
2011 · 
2012 · 
2013 · 
2014 · 
2015 · 
2016 · 
2017 · 
2018 · 
2019 ·
2020 · 
2021 · 
2022 · 
2023 · 
2024 · 
2025